# Александру, Мария
Мария Голопенца (рум. Maria Golopența; 30 декабря 1939, Плугова, Караш-Северин — 27 ноября 2024, Бэиле-Еркулане, Караш-Северин), в замужестве Александру (рум. Alexandru) — румынская спортсменка, игрок в настольный теннис, чемпионка Европы, призёр чемпионатов мира.

## Биография
Родилась в 1939 году в деревне Плугова (коммуна Мехадия, жудец Караш-Северин). В 1956 и 1958 годах становилась чемпионкой Европы среди юниоров. В 1960 году вышла замуж и сменила фамилию на Александру. На международной арене начала выступать в 13 лет, став в 1953 году самой молодой участницей чемпионата мира.
Умерла 27 ноября 2024 года в возрасте 84 лет.